# Kaple svaté Tekly (Babí)
Kaple svaté Tekly je pozdně barokní sakrální stavba ve vsi Babí (dnes část města Trutnov). Stojí ve středu obce po levé straně silnice na Žacléř, vedle hřbitova. Slouží příležitostným bohoslužbám.

## Historie
O výstavbu kaple se počátkem 50. let 18. století přičinili zejména dva zdejší rolníci, bratři Tobias a Johann Groherovi, kteří poskytli dostatečné finanční prostředky k jejímu zbudování. Místní obyvatelé podporovali výstavbu kaple dobrovolnou a bezplatnou pracovní činností, povozy, peněžitými i materiálními příspěvky, a tak mohla být stavba, zahájená roku 1753, již v následujícím roce dokončena. Roku 1755 pak byla slavnostně vysvěcena k poctě svaté Tekly. Některé zdroje uvádějí, že její původní zasvěcení bylo Bolestnému utrpení Panny Marie, ovšem už z roku 1777 je doloženo zasvěcení svaté Tekle a stejné patrocinium má i dnes.
V roce 1765 obdržela kaple oficiální povolení od biskupské konzistoře, že v ní mohou být slouženy bohoslužby.
Roku 1862 prošla kaple důkladnou opravou, kdy byla střecha byla nově pokryta a ukončení věže bylo změněno z dosavadní kulaté barokní báně na nynější pyramidové. Před vchodem byla tehdy postavena kamenná opěrná zeď včetně schodů a kaple byla nově vybílena. Následujícího roku byly od varhanáře Bartha z Pilníkova pořízeny nové varhany. Roku 1871 bylo před vchod do kaple přistavěno dřevěné zádveří. Roku 1889 byl vysvěcen nový zvon, pořízený z darů obyvatel obce. V roce 1890 byly renovovány postranní oltáře. V roce 1914 byla střecha nově pokryta eternitem a věž plechem. V roce 1916 byl velký zvon rekvírován a použit pro válečné účely.
Roku 1919 kaple získala nové varhany, které postavil Josef Růžička, nástupce pražské varhanářské firmy Schiffner, a nahradily starší stroj z roku 1863. V létě roku 1922 pak prošla kaple celkovou opravou a novým vybavením interiéru.
Za druhé světové války byl opět zrekvírován zvon a od té doby kaple dlouho žádný neměla. Na osudech kaple se po druhé světové válce neblaze podepsalo vysídlení německého obyvatelstva, které tehdy v obci tvořilo výraznou většinu. Počet obyvatel Babí se výrazně snížil a nově dosídlení obyvatelé neměli vztah ke kulturním hodnotám regionu, takže o kapli nijak nepečovali. Roku 1957 přestaly hrát varhany. O rok později je sice zprovoznil E. Seidl ze Šumperka, ale ani poté nástroj dlouho nesloužil a zůstal pak na mnoho desetiletí nefunkční. 3. května 1958 se kaple sv. Tekly dočkala památkové ochrany, ale ani to nezabránilo jejímu postupnému chátrání v dalších desetiletích. Postupem času kaple velmi trpěla spodní vodou a celkově zanedbanou údržbou. Na rozdíl od některých jiných kaplí v regionu však tu nikdy nedošlo ke kompletní devastaci či vyloupení vnitřního zařízení.
První opravy se kaple dočkala teprve v polovině 90. let, kdy byla stará poškozená eternitová a plechová střešní krytina nahrazena tradičním šindelem. V prvních dvou desetiletích 21. století pak město Trutnov, které je vlastníkem kaple, vynaložilo nemalé finanční prostředky na celkovou renovaci kaple, počínaje rokem 2006, kdy proběhla oprava krovu, zajištění stropní a stěnové konstrukce, odvodnění kostela, byla přeložena kamenná dlažba a proběhl restaurátorský průzkum vnitřních omítek kaple. Následně byla během roku 2009 obnovena vnější fasáda a navazující hřbitovní a opěrná zeď, v letech 2013-2014 byla restaurována výmalba interiéru a vnitřní zařízení a v roce 2015 varhanář a restaurátor Jiří Červenka z Jakubovic u Lanškrouna opravil a opět zprovoznil varhany.
Téhož roku nechalo město Trutnov pro kapli odlít nový zvon, který byl do věže kaple zavěšen v létě 2016. Zvon byl odlit ve zvonařské dílně Tomášková-Dytrychová v Brodku u Přerova, váží zhruba sto dvacet kilogramů a nese reliéf patronky kaple sv. Tekly a sv. Kříže a nápisy „FRIEDE SEI STETS MEIN GELÄUTE EUCH ZUR EHREN UND ZUR FREUDE“ (nápis, který byl i na předchozím zvonu, zrekvírovaném za 2. světové války), český překlad „NECHŤ MŮJ HLAS MÍRU TRVALE VÁS PROVÁZÍ KE SLÁVĚ A RADOSTI“ a „POŘÍZEN MĚSTEM TRUTNOV V ROCE 2015 PRO KAPLI SV. TEKLY NA BABÍ ZA STAROSTY MGR. IVANA ADAMCE“.
Kaple byla po opravě znovu posvěcena 23. září 2016 (na svátek sv. Tekly) trutnovským farářem P. Adrianem Jaroslavem Sedlákem za účasti starosty Trutnova Ivana Adamce a dalších představitelů církve a města a velkého počtu místních obyvatel a rodáků a potomků vysídlených německých obyvatel. V pátek 25. května 2018 se v kapli poprvé konala Noc kostelů, s prohlídkou kaple a varhanním koncertem.

## Popis kaple
Jedná se o pozdně barokní jednolodní zděný kostelík venkovského typu, orientovaný oltářem k severozápadu a situovaný do svahu s průčelím přivráceným k silnici. Po pravé straně ke kapli přiléhá hřbitov, založený roku 1868, dnes s většinou náhrobků zchátralých.
Loď kaple má obdélný tvar, přecházející do půlkruhového závěru. Neodmyslitelnou součástí kaple je bedněné zádveří z roku 1871, chránící vstup do kaple ve zdejším drsném horském podnebí. Z předsíňky do samotného prostoru kaple se vstupuje jednoduchým kamenným portálem se segmentově vzdutým nadpražím. Stejně řešené je také okno nad vchodem, viditelné zvenku nad střechou předsíňky. Průčelí je pak zakončeno trojúhelným štítem s oválným okénkem a štukovým políčkem s datem "AN.NO" 17.55. V bočních fasádách je na každé straně jedno okno zaklenuté do tvaru stlačeného oblouku. Stejné okno je také v ose závěru kaple. Kaple má hrubou vnější omítku, po poslední rekonstrukci ve žluté barvě, s hladkými bílými šambránami, nárožními pilastry a profilovanou římsou. Sedlová střecha kaple je kryta šindelem, na hřebenu střechy stojí čtyřboký bedněný sanktusník se stanovou střechou, krytou taktéž šindelem.
Kaple je sklenuta valenou klenbou s hranatými výsečemi, ve vrcholu klenby v lodi štukové zrcadlo, v rámu s rostlinnými motivy je tu vymalován obraz Pána Ježíše a Panny Marie. Vítězný oblouk je vyzdoben německým citátem z Janova evangelia: „Ich bin der Weg, die Wahrheit und das Leben“ („Já jsem cesta, pravda a život“), jeho ostění je členěno pilastry.
Nynější podoba interiéru pochází z celkové opravy kaple v roce 1922. Hlavní oltář byl zhotoven na počátku 19. století je vyzdoben titulním obrazem sv. Tekly, po stranách sochami sv. Marie Magdalény a sv. Pavla a na vrcholu křížem s Kristem. Kameny hlavního oltáře byly osazeny roku 1765 a obsahují relikvie dvou svatých (Dorephi a Anelinius). Další vnitřní vybavení je pravděpodobně o půl století mladší. Po levé straně vítězného oblouku stojí boční oltář s obrazem sv. Jana Nepomuckého, po pravé straně boční oltář Panny Marie Pomocné s titulním obrazem v bohatě řezaném kasulovém rámu, podle některých zdrojů z 1. poloviny 18. století.

### Varhany
Původní varhany kaple byly postaveny v roce 1863 varhanářem Johannem Barthem z Pilníkova. Donátorem stavby byl místní občan Franz Baier. Současné varhany pocházejí z roku 1919. Postavil je pražský varhanář Josef Růžička. Mají jeden manuál, pneumatickou trakturu a výpustkovou vzdušnici. Již v roce 1957 byly varhany nefunkční, ale roku 1958 je zprovoznil varhanář Egon Seidl ze Šumperka. Nedlouho potom ovšem varhany opět přestaly sloužit. Zprovoznil je opět v roce 2015 varhanář Jiří Červenka z Jakubovic u Lanškrouna. Dispozice varhan je následující:
| Manuál C–f3 |            |    |
| 1.          | Principal  | 8′ |
| 2.          | Bourdon    | 8′ |
| 3.          | Salicional | 8′ |
| 4.          | Octav      | 4′ |
| 5.          | Flöte      | 4′ |

| Pedál C–d1 |        |     |
| 11.        | Subbas | 16′ |

Nástroj je vybaven pedálovou, oktávovou a suboktávovou spojkou a pevnými kolektivy Forte-Piano.

## Fotogalerie

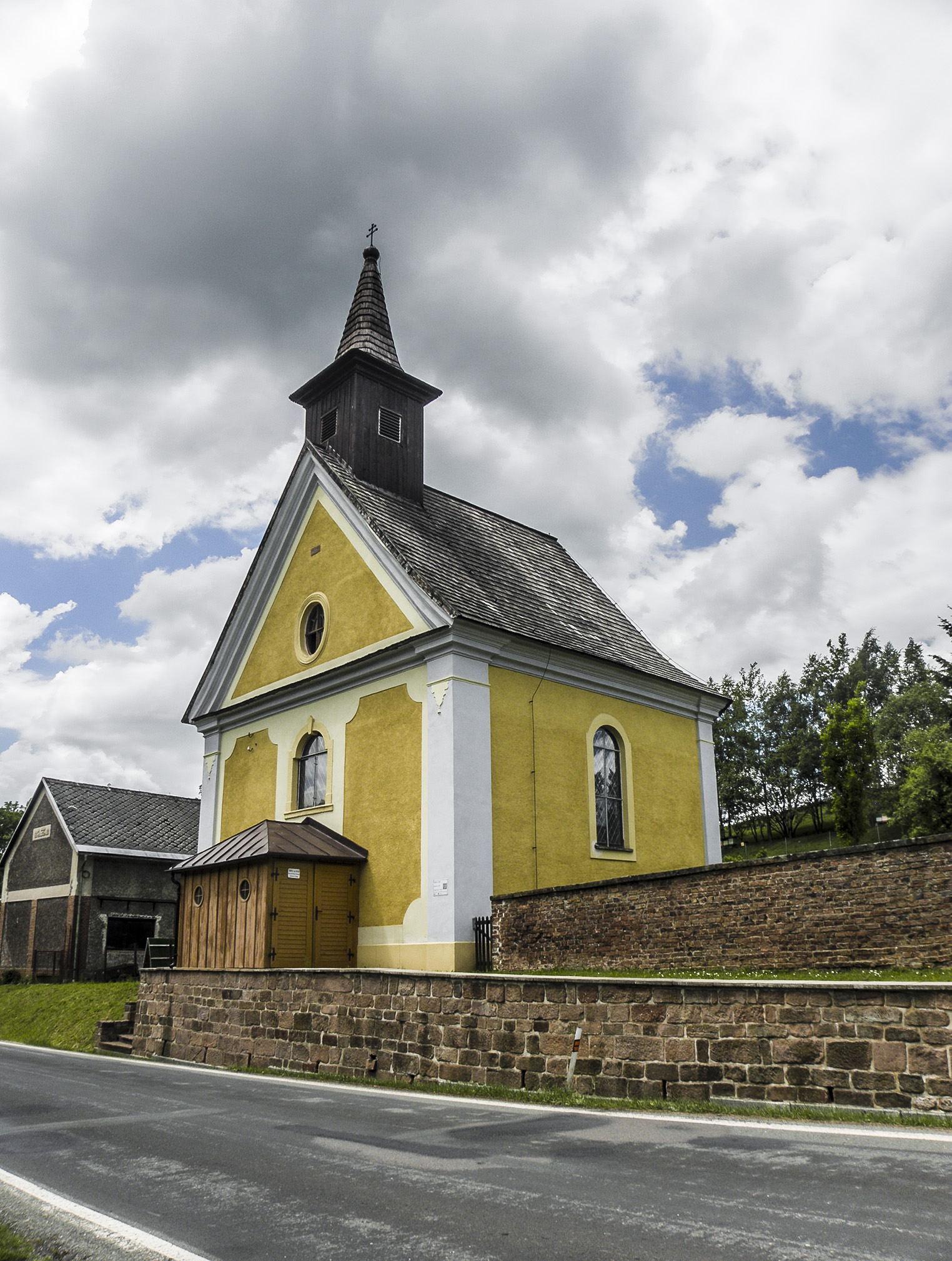
Pohled na průčelí kaple od silnice
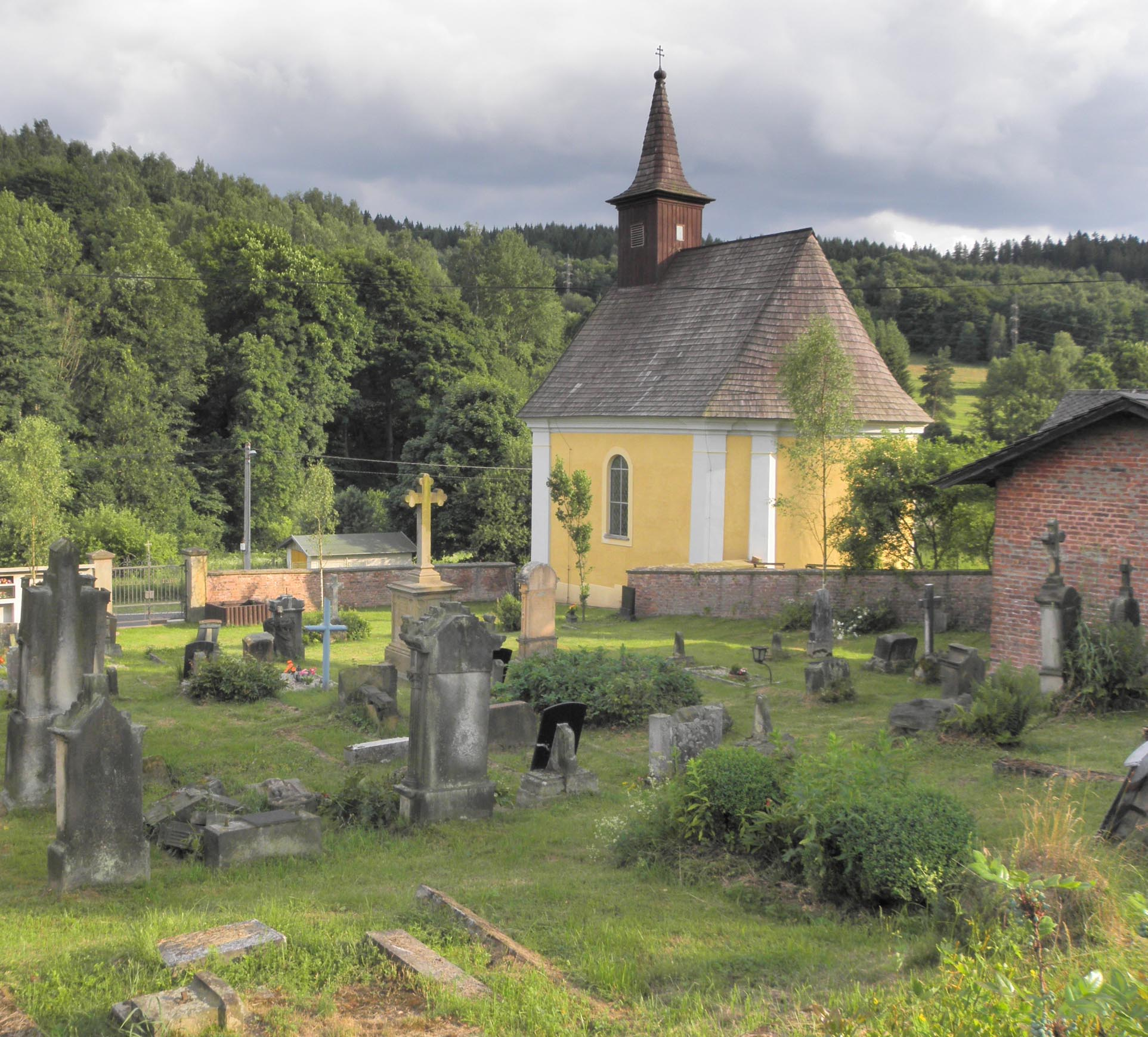
Hřbitov v sousedství kaple
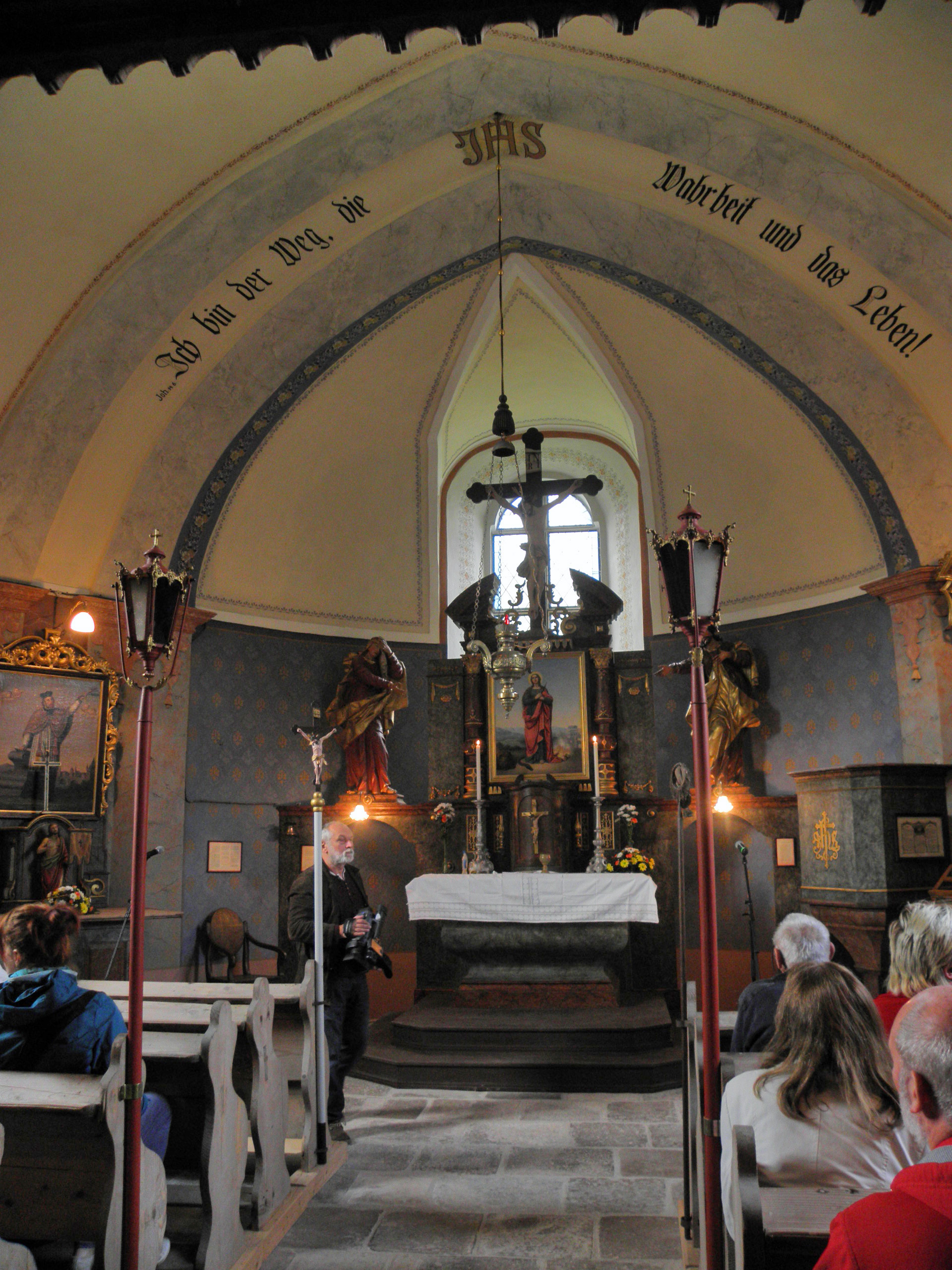
Interiér kaple, pohled ke hlavnímu oltáři
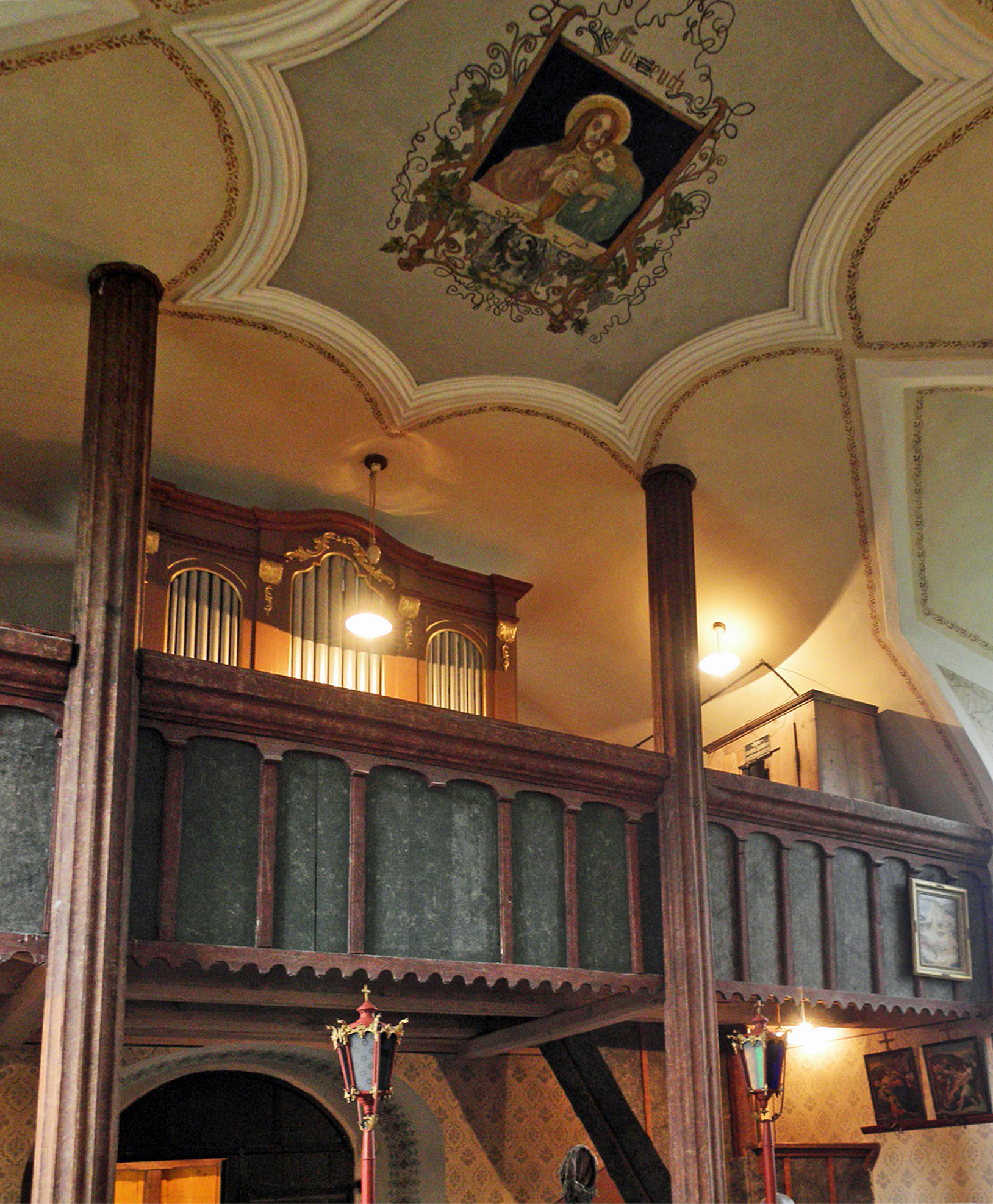
Varhanní kruchta